# Boullèrè (Sangarédi)
Boullèrè est l'un des districts de la sous-préfecture de Sangaredi, situé dans la préfecture de Boké en république de Guinée,,.

## Géographie

### Démographie
- En 2014, le district comptait 6 809 habitants selon les RGPH 2014[4].

## Éducation
Boullèrè à une école primaire depuis 1945 et un collège construit en 2013.

## Santé
Boullèrè à une poste de santé.

## Personnalité liée à la ville
- Mamoudou Boulléré Diallo